# أيمن عودة
أيمن عادل عودة  (مواليد 1 يناير 1975 في حيفا) محام وسياسي من عرب 48 يشغل حاليا منصب نائب في الكنيست الإسرائيلي عن الجبهة - العربية للتغيير. أشغَلَ منصِبَ الأمين العام «للجبهة الديمقراطية للسلام والمساواة» بين عام 2006 وحتى 2015، ورئيساً للقائمة المشتركة بين عام 2015 وحتى 2022.

## النشأة
ولد أيمن عودة وترعرع في حي الكبابير في مدينة حيفا، لأسرة مسلمة سنية، ولكنَّهُ تلقّى تعليمه في مدرسة مسيحية وكان الطفل المسلم الوحيد في صفه، يصف نفسه الآن أنه تجاوز حدود العرق والدين.
تركت سنوات الثمانينيات الّتي كانت حافلة بالأحداث ومنها حرب لبنان 1982 واندلاع الانتفاضة الفلسطينية الأولى 1987، أكبَرَ الأثر على وجدان أيمن عودة، وهو يقول إن صحيفة الحزب الشيوعي الإتحاد التي كانت تصل بيتهم يوميًا صقلت شخصيته، ولها أكبر الأثر في تكوينه بعد أبويه اللذان كان حديثهما وتربيتهما الوطنية جزءًا أساسيًا من الحياة اليوميَّة في البيت. وقد كانت له نشاطات منذ المرحلة الثانوية، وانتخب رئيسًا لمجلس طلاب المدرسة، وكانت له تجربة عنيفة مع الشاباك والتي تركت أثرًا كبيرًا على نفسيّته، وعلى جميع أفراد عائلته حيث حُقق معه مرارًا ولاحقته أجهزة الأمن الإسرائيلية بسبب نشاطه الدؤوب بين المواطنين العرب في حيفا. متزوّج من نردين عاصلة ولهما ثلاثة أولاد: الطيّب، أسيل، وشام.

## نشاطه السياسي
محام وسياسي فلسطيني من مدينة حيفا. أشغل منصب الأمين العام للجبهة الديمقراطيَّة للسلام والمساواة منذ العام 2006. شغل منصب عضو المجلس البلدي في مدينة حيفا 1998 - 2003 في فترة رئاسة عمرام متسناع للبلدية، مدافعًا عن حقوق المواطنين العرب في المدينة والطبقات الشعبية. اُنتخب أمينًا عامًّا للجبهة سنة 2006 حتى انتخابه عضوا للكنيست عام 2015. قاد الحملة الشعبية ضد تجنيد الشباب العرب الفلسطينيين ضمن الجيش الإسرائيلي والخدمة المدنيَّة من خلال رئاسته لجنة مناهضة الخدمة المدنيَّة وكافَّة أشكال التجنيد وبمؤازرة جميع الأحزاب والفعاليات السياسية.
اهتمّ بمشروع هام على مستوى الهوية الوطنية، إطلاق أسماء لشوارع القرى والمدن العربية وقد تحقق ذلك في عدد لا يتجاوز عشرة قرى ومدن، وكان يدعو إلى إطلاق الأسماء الوطنية الجامعة من أجل تعزيز الانتماء الوطني الجامع.
من أهمّ الأمور التي ثابر على طرحها هو تعزيز الشراكة بين المواطنين العرب الفلسطينيين وبين اليهود الديمقراطيين، رافضًا دعاوى التقوقع والانغلاق القومي، مؤكدا أن الشراكة في صُلب الرؤيا الإنسانية التي تقيّم الإنسان كإنسان بغضّ النظر عن انتماءاته التي لم يخترها مثل القومية، أو اللون، أو الجنس.
كذلك من الناحية العملية حيث أن الفلسطينيين في إسرائيل البالغة نسبتهم 20% لن يحصلوا على الحقوق وحدهم دون تعاون مع القوى اليهودية التي ترى أن عدم المساواة تعني أن الدولة غير ديمقراطية.
هذا الطرح ينسجم لديه مع الطرح الطبقي حيث لا وطنية ولا قومية حقيقية تترفّع عن قضايا الفقراء، الذين يشكلون تسعين بالمئة من الشعب، على حدّ تعبيره.

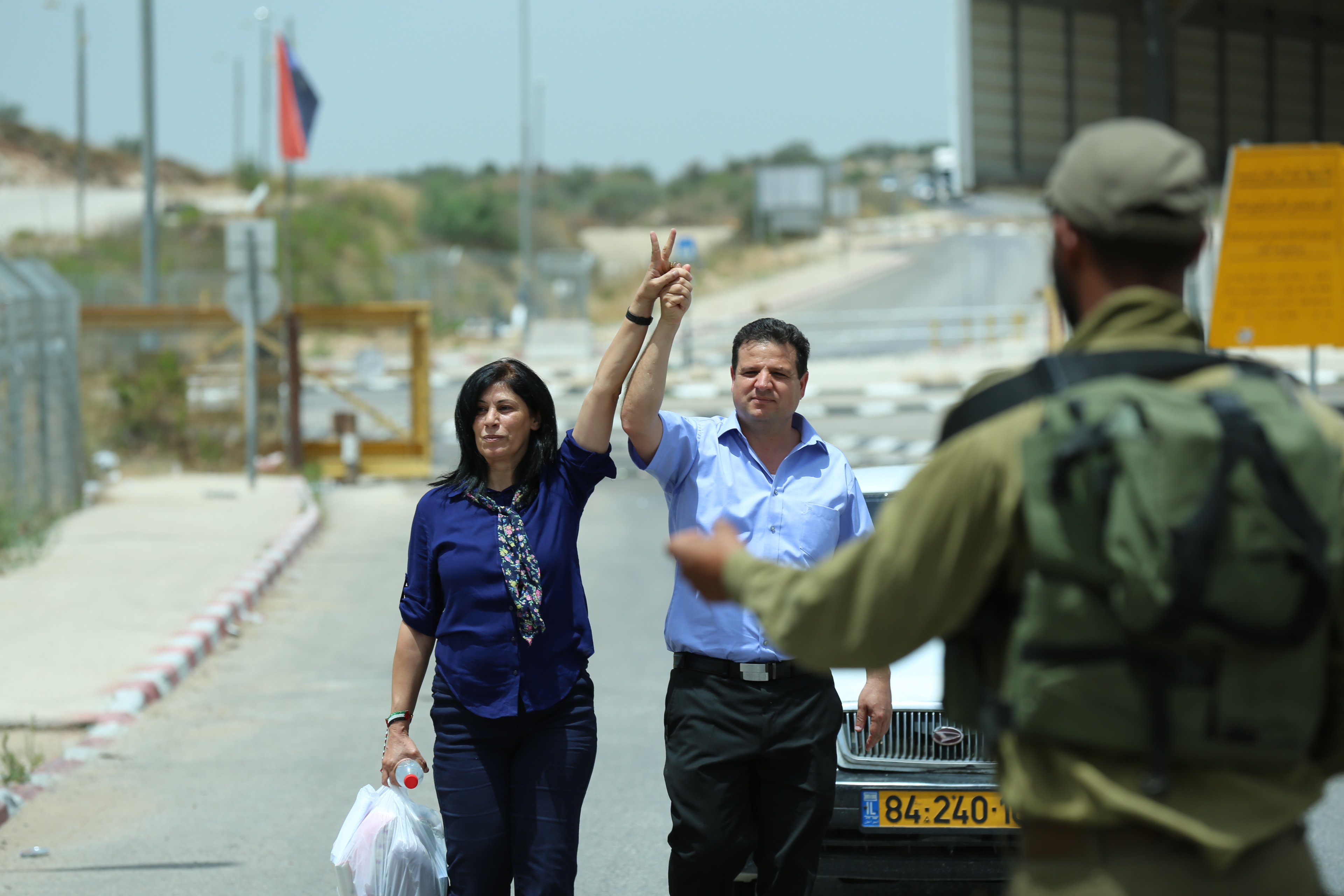
عودة برفقة الاسيرة المحررة خالدة الجرار

كتب أيمن عودة كتابًا عنوانه «الجبهة الآن بالذات» موجهًا للشباب، وكذلك كراسيْن هما: «حقوقك البلدية» و«جواب عن كل سؤال في ضرائب البلدية ورُخص البناء» وذلك حينما كان عضوًا في بلدية حيفا. وله عشرات المقالات في الصحف العربية والعبرية، وبالأخص في صحيفة الاتحاد اليومية.

## محاولة إقالة فاشلة
في يناير 2025، فور الإعلان عن اتفاق حماس–إسرائيل، عبّر أيمن عودة عن دعمه للاتفاق وكتب:
"سعيد بتحرير الأسرى والمخطوفين. من هنا يجب تحرير الشعبين من عبء الاحتلال. كلنا وُلدنا أحرارًا."
في أعقاب هذا التصريح، بادر عضو الكنيست أفيحاي بؤرون بتقديم اقتراح لإقالة عودة من الكنيست، استنادًا إلى التعديل رقم 44 لقانون أساس: الكنيست.
في مايو/أيار 2025، ألقى عودة خطابًا في مظاهرة في مدينة حيفا ضد حرب إسرائيل على غزة، قال فيه:
"بعد أكثر من 600 يوم، هناك أغلبية لدى الشعبين تقول: 'ليت هذه الأيام لم تكن'... هذا فشل تاريخي للإيديولوجيا اليمينية التي هُزمت في غزة. غزة انتصرت، وغزة ستنتصر."
في يونيو/حزيران، عُقدت جلسة في لجنة الكنيست للنظر في إقالته، حيث أُضيف إلى مبررات الإقالة تصريحه الاخير.
ورغم معارضة المستشار القانوني للكنيست وللجنة، الذين رأوا أن أقوال عودة لا تستوفي المعايير القانونية للإقالة، صوّتت اللجنة لصالح الاقتراح بغالبية 11 عضو كنيست من أحزاب الائتلاف (الليكود، الصهيونية الدينية، شاس، يهدوت هتوراة، عوتسما يهوديت، واليمين الرسمي)، وانضم إليهم 3 أعضاء من المعارضة (يش عتيد، المعسكر الرسمي، إسرائيل بيتنا).
عارض القرار عضوان فقط — من الجبهة والتغيير والقائمة العربية الموحدة.
ردًّا على القرار، رفض عودة التراجع عن أي كلمة من تصريحاته، واتهم أعضاء المعارضة الصهيونية بتجاوز "خط أحمر"، والتعاون مع "حكومة الكهانيين".
بالمقابل، خرجت العشرات من الشخصيات والتنظيمات والحملات في إسرائيل ببيانات علنية طالبوا فيها برفض الإقالة، والملاحقة السياسية للنائب عودة، وبمقاطعة النواب والأحزاب الداعمة للإقصاء، معتبرين إقصاء عودة مقدمة لنهج سيطال كل معارضي حكومة نتنياهو.
وبحسب الإجراءات، انتقل الاقتراح للتصويت في الهيئة العامة للكنيست، وفي الجلسة الحاسمة التي عُقدت يوم 14/7/2025، فشل اليمين في تمرير الاقتراح، إذ حصل على 73 صوتًا فقط — أي أقل من الحد الدستوري المطلوب (90 صوتًا) وفقًا لقانون الكنيست.
بعد التصويت، وفي تصريح له، قال عودة:
"أنا باقٍ. المحاولة الدنيئة والفاشية ضدي فشلت. هذه المرة، لم يمر الفاشيون — ولن نسمح لهم بالمرور.
سوف نقف بثبات في وجههم، وسنواصل النضال من أجل الديمقراطية، ومن أجل المساواة، ومن أجل السلام.
من هنا، يجب تحرير الشعبين من عبء الاحتلال. لأننا جميعًا وُلدنا أحرارًا!"اقتباسات أيمن عودة في عام 2025  

## تصريحات سياسية
قال أيمن عودة ضمن خطاب خلال مسيرة ضد الحرب في مدينة حيفا في 31 مايو 2025:
- "الحكومة الإسرائيلية تدعو إلى الإبادة الجماعية، وعندما نقول إن هذه جرائم ضد الإنسانية، يغضبون. سنقولها في وجوههم: هذه إبادة جماعية، هذا تطهير عرقي”.

- أصبحت إسرائيل دولة منبوذة في العالم، بين جميع الشعوب وفي الغرب. بعد أكثر من 600 يوم من الحرب، يقول غالبية الشعبين: ليت تلك الأيام لم تحدث. إنها خسارة تاريخية لأيديولوجيا اليمين التي سُحقت في غزة. غزة انتصرت، وغزة ستنتصر”.[10]

في لقاء صحفي وتغريدة بتاريخ 6 يونيو 2025، صرّح عودة:
- "سنواصل القتال من أجل إنهاء الحرب، من أجل اتفاق شامل، من أجل إنهاء الاحتلال ومن أجل السلام بين الشعبين."[11]

في مسيرة جماهيرية في مدينة حيفا يوم 12 يوليو 2025، وجّه عودة رسالة إلى الجمهور:
"لا يمكن أن نناضل من أجل الديمقراطية الحقيقية دون مقاومة الاحتلال. من يحاول إبعادي اليوم سيحاول إسكاتكم غدًا." جاء هذا التصريح ضمن حملته السياسية ضد محاولة إقصاءه من الكنيست.

## العمل السياسي والبرلماني

### عضوية بلديةحيفا
خلال فترة عضويته في بلدية حيفا، والتي بدأت بعد انتخابه عضوًا في المجلس البلدي عن الجبهة الديمقراطية عام 1998 وهو في الثالثة والعشرين من عمره، عُرف عودة بنشاطه المكثف، حيث كان من بين الأعضاء الأكثر تقديمًا للاقتراحات المدرجة على جدول الأعمال وللاستجوابات. أصدر في تلك الفترة كتيبين باللغة العربية تناول فيهما قضايا تتعلق بضرائب السكن (الأرنونا) وبالتخطيط والبناء، دعمًا للسكان العرب في المدينة. كما أقام مكاتب عمل بلدي في الأحياء العربية المهمشة بهدف مساعدة الأهالي في قضاياهم البلدية. وخلال فترة عضويته، تعرض عودة للاعتقال عدة مرات نتيجة نشاطه السياسي.

### مناهضة الخدمة المدنية والعسكرية وكافة أشكال التجنيد
انتخبته لجنة المتابعة العليا لشؤون المواطنين العرب الفلسطينيين في إسرائيل، والتي تضمّ كل الأحزاب والفعاليات السياسية والبلدية، رئيسًا للجنة مناهضة الخدمة المدنية، وكافة أشكال التجنيد. فكان يعقد كلّ عام لقاءات مع آلاف طلاب المدارس الثانوية، وزار 60 إلى 70 مدرسة ثانوية لمدة ستة سنوات، حيث كان يدخل على كل صف على حدة. كما ألقى محاضرات عديدة خلال هذه السنوات الستّ في المؤسسات الحزبية والجماهيرية، وله عشرات المناظرات والمقالات، الأمر الذي كان له أبلغ الأثر على زيادة وعي الشباب العرب وقد أظهرت استطلاعات الرأي أنَّ 90% من الشباب العرب الفلسطينيين يرفضون الخدمة المدنية (وُفق استطلاع مركز يافا للاستطلاعات (2010) وقد كانت نسبة رفض المواطنين العرب تصل إلى 17% فقط (حسب استطلاع جامعة حيفا الذي أجراه بروفيسور سامي سموحة في العام 2005) ولكن هذه النسبة أخذت بالتغير الجذري نتيجة لحملة لجنة المتابعة التي قادها أيمن عودة ووصفتها صحيفة هآرتس أنها أكثر حملة منهجية للفلسطينيين في ذلك العقد. وعلى طول مناهضة الخدمة المدنية كان عودة يرفض بشدة تخوين الشباب الذين يخدمون، وكان يؤكد أن النضال يتركز ضد المؤسسة الحاكمة، أما هؤلاء الشباب فهم أبناؤنا الذين يجب أن نمد جُسور التفاهم معهم، ونقنعهم بصحة موقفنا، لأنهم ليسوا خونًا وإن ضُلّلوا وغُرّر بهم. وقد برَّر عودة رفضه خدمة المواطنين العرب العسكرية المدنيَّة بأنه يدعم التطوّع الممأسس بقوة، ولكن يرفض تسييس التطوّع في دولة إسرائيل، ويوجز ذلك بالنقاط التالية:
- الخدمة العسكرية هي النقيض للانتماء الوطني، ولا يمكن للعربي الفلسطيني أن يكون جزءًا من آلة الاحتلال ضد شعبه.
- الخدمة المدنية ارتبطت دائما بالعسكرية منذ قانون العام 1953، وأيضا حين أُقرّت بخصوص المواطنين العرب في العام 2005 كانت جزءًا من وزارة الأمن.
- رفض لربط الحقوق بالواجبات من ناحية ديمقراطية، حيث أن الحقوق مطلقة للمواطن بينما الواجبات نسبية. وكذلك للخصوصية الإسرائيلية التي تعتبر الانتماء القومية لليهود المدخل الأساس للمواطنة وكافة الحقوق، وأكد أن للمواطنين العرب حقوقا بديهية كونهم أهل البلاد الأصليين ومواطنين في الدولة، وهذا ما لا تعترف به إسرائيل.
- تهدف الخدمة المدنية إلى تشغيل الشباب بالسُّخرة مجانا بدلا من إعطائهم فرص العمل، لا بل وتزيد البطالة كون المؤسسات سوف تشغل الخادمين مجانا بدلا من العمّال بالأجرة.
- أكد دائما أن مثل هذه العمليات تأتي ضمن مصالحة تاريخية، واتفاق على مجمل علاقات المواطنة بين الأقلية القومية والدولة، ولكن ما حدث أن دولة إسرائيل قدمت هذا الاقتراح في ذروة تحريضها على المواطنين العرب، كجزء من مخطط لربطهم مع وزارة الأمن (التشويه القومي) وربط الحقوق بالواجبات (التشويه المدني).

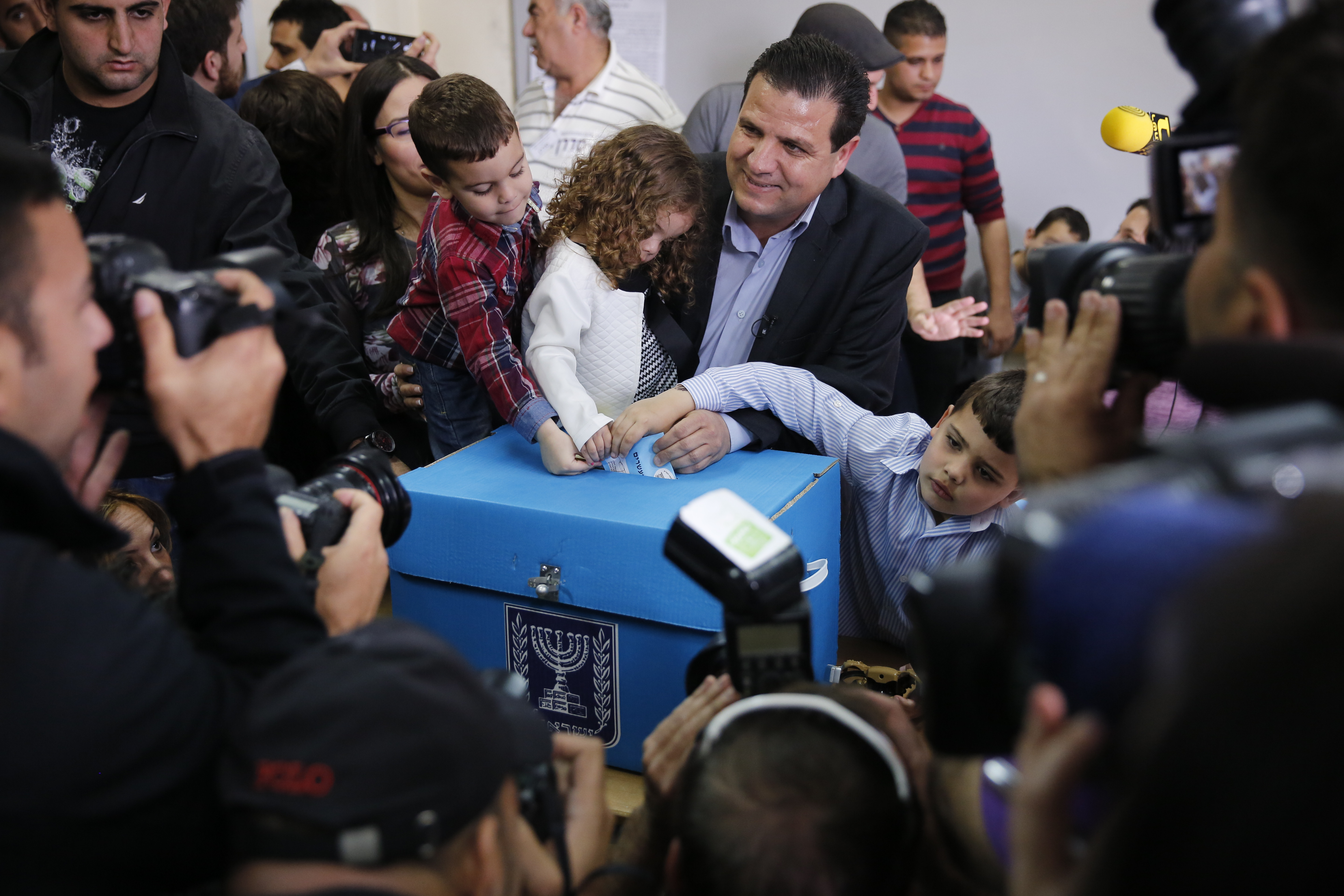
عودة يصوت لانتخابات الكنيست الـ20

### قضية النقب والعراقيب
في عام 2009 قرر أن يسكن بالنقب شهرا متواصلا على أن يزور كل القرى غير المعترف بها وتبلغ أربعين قرية، وهكذا كان وقد زار كل القرى وتعرّف بشكل مباشر على قضايا عرب النقب. إلا أنه بعد أسبوع من انقضاء الشهر هُدمت قرية العراقيب للمرة الأولى (ولاحقا 100 مرة، وأضحت رمزًا بارزًا للقرى غير المعترف بها ورمزًا للصمود) فقاوم الهدم الأول مع أهل القرية، واعتقل أربع مرات في عمليات الهدم اللاحقة. وكانت أحد الأهداف التي آمن بها هي ضرورة التقريب بين عرب الجليل والمثلث والساحل وعرب النقب. ولا شكّ أنه في السنوات الأخيرة تطوّر الوعي بقضايا النقب بشكل كبير، وكان لهذا مساهمة في فعاليات كبرى، ومظاهرات للعرب في شمال إسرائيل تضامناً مع النقب وقضاياه.
لقد قام النائب أيمن عودة وبعد انتخابه مباشرةً بتنظيم مسيرة سيرًا على الأقدام من النقب، قرية وادي النعم وحتى مسكن رئيس الدولة في القدس، للاعتراف بالقرى غير المعترف بها في النقب.
2017 اثناء مداهمة قوات الشرطة الإسرائيلية لقرية ام الحيران في النقب اصيب عودة برصاص اسفنجي على يد الشرطة الإسرائيلية حيث تم اطلاق الرصاص عليه مرتين في الرأس والظهر، الشرطة ادعت بان اصابته نابعة عن القاء حجارة على يد متظاهرين عرب الا ان تقرير الطب الشرعي اكد ان عوارض اصابة النائب عودة تتلائم مع اصابته برصاص اسفنجي.

### ثروته الشخصية
نشرت القناة الثانية خلال الحملة الانتخابيَّة لعام 2015 تقريرًا حول ثروته الشَّخصية، اتّضح منه أن عودة هو منتخب الجمهور صاحب الثروة الأقل من بين أعضاء البرلمان الذين كشفوا عن ثرواتهم، إذ أنّهُ مدين بمبلغ 15 ألف شيكل في حسابه المصرفيّ، ومعظم ممتلكاته لا تتعدّى قيمتُها 300 ألف شيكل.

## الخطة الاقتصادية للجماهير العربية في إسرائيل

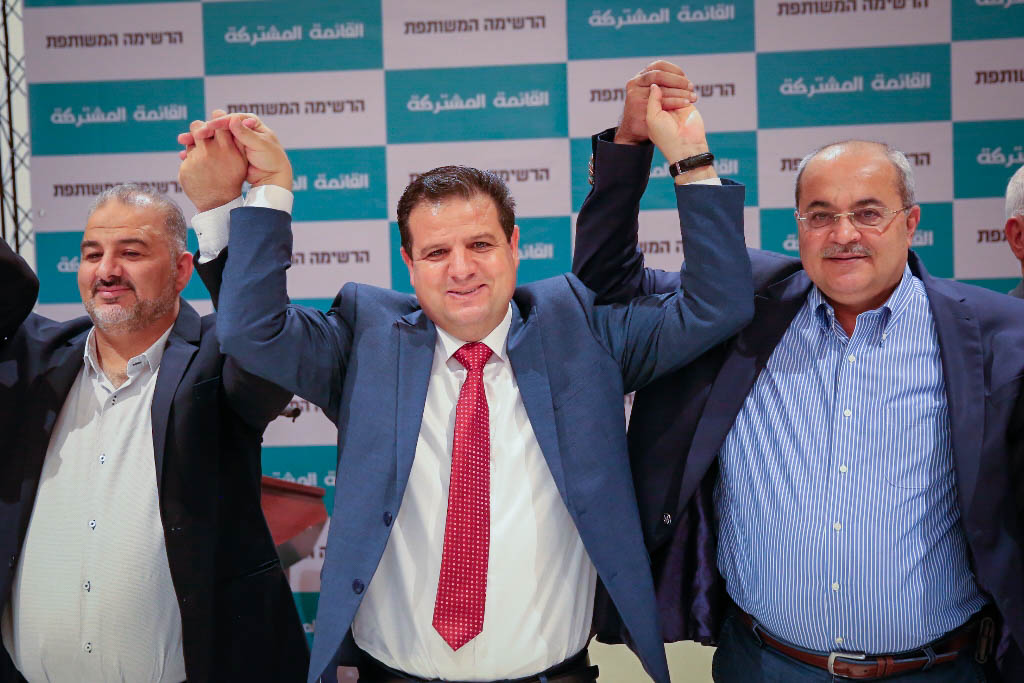
من اليمين عضو الكنيست أحمد الطيبي، عضو الكنيست أيمن عودة وعضو الكنيست منصور عباس وقت الإعلان عن القائمة المشتركة

قبيل الانتخابات التشريعية، صرح أيمن عودة لوسائل الإعلام أنه يحمل على عاتقه مسؤولية استثنائية بالنظر للآمال العريضة التي تعلقها الجماهير العربية عليه وعلى القائمة المشتركة منها تحسين الاوضاع المادية والمعيشية للاقلية العربية في إسرائيل، خلال المعركة الانتخابية تحدث عودة عن خطة اقتصادية عشرية لإغلاق الفجوات بين المواطنين العرب واليهود.
«فوْر دخولنا الكنيست باشرنا بهمّة عالية بالاتصال مع وزير المالية موشيه كحلون وكافة العاملين في وزارة المالية كي نطرح خطة خاصة بالمواطنين العرب. إن هذا التوجّه المباشر الذي استغرق عشرات الجلسات مع كبار الموظفين وجلستان مع رئيس الوزراء نتنياهو، أدى إلى بناء خطة كبيرة خاصة بالجمهور العربي.»
وكان عودة المحرك الرئيسي لاقرار الخطة الاقتصادية الخمسية بقرار حكومة رقم 922 بقيمة 9.7 مليار شيكل لصالح التطوير الاقتصادية للمجتمع العربي في إسرائيل

## جوائز
تم انتخابه من قبل المجلة الأمريكية فورين بوليسي كأهم مئة شخصية عالمية للعام 2015.
تم انتخابه في المكان التاسع من قبل المجلة الاقتصادية الإسرائيلية «ذا ماركر» ضمن قائمة أكثر 100 مؤثر على اقتصاد دولة اسرائيل للعام 2016.
تم انتخابه السياسي العربي الوحيد ضمن أكثر 100 شخصية مؤثرة في إسرائيل من قبل المجلة الاقتصادية الإسرائيلية «ذا ماركر» للعام 2017.
تم انتخابه في المكان الحادي عشر من قبل المجلة الاقتصادية الإسرائيلية «ذا ماركر» ضمن قائمة أكثر 100 شخصية مؤثرة للعام 2019.
تم انتخابه كواحد من 100 شخصية واعدة للعام 2019 في مجلة «التايم» العالمية.

### مقالات
- مقالات أيمن عودة في جريدة الاتحاد
- مقالات كتبها حتى عام 2011

### حوارات ولقاءات
- خطاب في مهرجان انتخابي عام 2012
- مناظرة على تلفزين فلسطين
- مقابلة مع قناة الميادين حول قانون تجنيد المسيحيين
- لقاء في القناة الثانية الإسرائيلية
- مناظرة خلال حملة انتخابات الكنيست 2012
- مقابلة مع صحيفة يديعوت أحرونوت

## وصلات خارجية
- أيمن عودة على موقع IMDb (الإنجليزية)